# Hofej–Fucsou nagysebességű vasútvonal
A Hofej–Fucsou nagysebességű vasútvonal (egyszerűsített kínai írással: 合福高速铁路; tradicionális kínai írással: 合福高速鐵路; pinjin: Héfú Gāosù Tiělù) egy nagysebességű vasútvonal Kínában. A kétvágányú 25 kV 50 Hz-cel villamosított vasútvonal 813 km hosszúságú és Hofej városát köti össze Fucsouval. A két város közötti korábbi 14 órás utat kevesebb mint 4 órára rövidítette le. Az építkezés 2009. április 27-én kezdődött és 2015 június 28-án nyílt meg. A vasút Kína hegyes részein halad, emiatt 339,4 km hosszan kellett hidakat és alagutakat építeni. Ez a teljes útvonal 81,6%-a. Az építkezés költsége 109,8 milliárd jüan volt.

## A jövő
A vonalat később folytatni szeretnék a Kínai Köztársaság felé, a Kína–Tajvan vasúti alagúton át. Ezáltal a vonal összeköttetésbe kerül a Tajvani nagysebességű vasúttal és része lesz a Peking–Tajpej nagysebességű vasúti folyosónak.